# 코자이 카오리
코자이 카오리(일본어: 香西かおり, 본명:香西 香, 1963년 8월 28일~)는 일본의 여성 엔카 가수이다.

## 생애
일본 오사카부 오사카시 주오구에서 태어났으며, 오사카 시립 히가시 상업고등학교(大阪市立東商業高校)를 졸업하고 다이요 고베 은행(太陽神戸銀行, 현재의 미쓰이 스미토모 은행)에 입사하였다. 그러나 어릴 때부터 민요 교실에 다니고 1984년에 본명으로 민요 싱글 음반까지 냈던 그녀는, 끝내 가수의 꿈을 접지 못하고 은행을 퇴사한 후 상경하여 1988년 《비의 술집(雨酒場)》이라는 곡으로 정식 데뷔하였다. 당시 데뷔곡이 큰 인기를 끌어 여러 신인상을 수상하였다.
이어서 1991년 발표한 《사랑을 잃은 풀꽃(流恋草)》이 히트하여 《NHK 홍백가합전》에 첫 출연하였으며, 1993년에 다마키 고지(玉置浩二)가 작곡한 《무언 고개(無言坂)》로 제35회 《일본 레코드 대상》의 대상을 차지하는 쾌거를 이루었다.
《NHK 홍백가합전》에는 1991년부터 2016년까지 총 19회 출연하였다.(1996년, 2004년, 2008년 ~ 2011년, 2015년은 출연하지 않음) 가수 활동 이외에도 다마키 고지가 제공한 《사랑해(すき)》 등을 작사하는 등 작사가로도 활동하였다. 그 외에 마츠야마 지하루(松山千春), 무라시타 고조(村下孝蔵)에게서 곡을 받아 노래하기도 하였으며, 2003년에는 야구 선수 마츠이 히데키(松井秀樹)의 아버지인 마츠이 마사오(松井昌雄)와 듀엣곡을 발표하였다.

## 작품

### 음악 (솔로)
- 《雨酒場》(비의 술집, 1988년)
- 《恋舟》(사랑 배, 1990년)
- 《流恋草[1]》(사랑을 잃은 풀꽃, 1991년)
- 《花挽歌》(꽃의 만가, 1992년)
- 《無言坂》(무언 고개, 1993년) - 다마키 고지(玉置浩二) 작곡.
- 《越前恋歌》(에치젠 연가, 1994년)
- 《ごむたいな》(너무 해, 1994년)
- 《宇治川哀歌》(우지 강 비가, 1996년)
- 《すき》(사랑해, 1997년) - 본인 작사, 다마키 고지(玉置浩二) 작곡.
- 《人形[2]》(장난감, 1997년)
- 《浮雲》(부운, 1998년)
- 《望郷十年》(망향 10년, 1999년)
- 《楽しい人が好き》(즐거운 사람이 좋아, 2001년)
- 《あなたへ》(당신에게, 2002년) - 본인 작사, 무라시타 고조(村下孝蔵) 작곡.
- 《白い雪》(하얀 눈, 2004년) - 마쓰야마 지하루(松山千春) 작사, 작곡.
- 《居酒屋「敦賀」》(선술집 '쓰루가', 2005년)
- 《最北航路》(최북항로, 2006년)
- 《酒のやど》(술의 여관, 2012년)

### 음악 (프로젝트 곡)
- 《心の糸》(마음의 끈, 1995년)
  - 한신 대지진 구호기금 마련을 위해 발매. 고다이 나쓰코(伍代夏子), 나가야마 요코(長山洋子), 사카모토 후유미(坂本冬美), 후지 아야코(藤あや子)와 함께 부른 곡.

### 드라마
- 《月曜ミステリ劇場-弁護士猪狩文介シリーズ》(월요 미스터리 극장, 변호사 이카리 분스케 시리즈, TBS, 2001년~2003년).

## 수상 경력
- 1988년 《제22회 일본 유선 대상》 신인상
- 1988년 《제30회 일본 레코드 대상》 신인상
- 1991년 《제33회 일본 레코드 대상》 골드디스크상
- 1992년 《제23회 일본 가요 대상》 대상
- 1992년 《제34회 일본 레코드 대상》 골드디스크상
- 1993년 《제35회 일본 레코드 대상》 대상
- 1997년 《제30회 일본 작사 대상》 대상
- 1997년 《제39회 일본 레코드 대상》 우수작품상, 편곡상
- 1998년 《제40회 일본 레코드 대상》 요시다 다다시(吉田正)상
- 2000년 《제42회 일본 레코드 대상》 최우수 가창상
- 2006년 《제39회 일본 작사 대상》 대상